# НАМИ-031
НАМИ-031 — советский опытный микролитражный автомобиль для инвалидов, разработанный в НАМИ в 1957—1958 годах.

## История
В середине пятидесятых годов в НАМИ был выработан перспективный типаж микролитражных автомобилей и их агрегатов, планируемых к освоению в период реализации Семилетнего плана развития народного хозяйства (1959—1965 годы). Данный типаж включал в себя три типа автомобилей: четырёхместный микроавтомобиль общего назначения, предназначенный для продажи в индивидуальное пользование (будущий ЗАЗ-965); лёгкий грузопассажирский автомобиль, рассчитанный на перевозку четырёх человек, либо двух человек и 200-250 кг груза (будущий ЛуАЗ-969); и двухместный микроавтомобиль для инвалидов, предназначенный для замены инвалидных мотоколясок Серпуховского завода, концепция которых, как показывал опыт, в целом себя не оправдала. Проработкой последней концепции и был НАМИ-031.
Изначально для НАМИ-031 был разработан цельнометаллический кузов, имеющий неразъёмное сварочное соединение с рамой. Наряду с ним, однако, прорабатывался и вариант с каркасно-панельным кузовом, имеющим облицовочные панели из стеклопластика — он получил обозначение НАМИ-031П. Облицовка его представляла собой восемнадцать отдельных панелей из одного слоя стеклоткани без арматуры. По компоновке и внешнему виду он полностью повторял стальной, но был на 30 % легче, а также обладал лучшими тепло- и звукоизоляционными характеристиками, был более долговечен и проще в кустарном ремонте. Параллельно велись работы по подбору подходящего типа связующего (рассматривались, в частности, клеи типа БФ, полиэфирные и эпоксидные смолы) и созданию новой высокоэффективной технологии формования панелей из стеклопластика, так как использовавшиеся на тот момент в мировой практике контактное и вакуумное формирование мало подходили для массового производства. Предполагалось, что для формования панелей будет использоваться то же самое штамповочно-прессовое оборудование, что и для изготовления металлических кузовных панелей. Также отрабатывались новые виды соединения деталей, включая наращивание и сращивание двух стеклопластиковых панелей друг с другом, армирование металлом мест сварочных соединений облицовки кузова с каркасом, применение точечной электросварки для стальных пистонов.
Передняя подвеска и рулевое управление НАМИ-031 были аналогичны будущей мотоколяске С3А, которая пошла в серию с 1958 года — по сути опытный микроавтомобиль был использован в качестве носителя агрегатов, на котором испытывались и отрабатывались данные элементы конструкции мотоколяски. Задняя подвеска была независимой торсионной, на продольных рычагах (подобно подвеске мотоколяски С3Д). Амортизаторы гидравлические, телескопические.
Силовой агрегат был создан на основе мотоциклетного четырёхтактного оппозитного двухцилиндрового двигателя модели М-65 с верхними клапанами и принудительным воздушным охлаждением, разработанного Ирбитским заводом (и родственного моторам мотоциклов «Урал» М-62 и М-63). На него были установлены электростартер и один карбюратор автомобильного типа, вместо двух горизонтальных мотоциклетных. Он был дефорсирован относительно мотоциклетного, при рабочем объёме 650 см³ развивал 14,5 л. с. при 3000 об. в мин. и имел минимальный удельный расход топлива в 225 г/л. с. в час. Коробка передач — механическая четырёхступенчатая, выполненная в едином блоке с главной передачей (трансэксл).
Тормоза — барабанные на все колёса, с гидравлическим приводом. Размер колёс — 5,0-10".
В салоне устанавливались экспериментальные полужёсткие пластмассовые сидения, разработанные в НАМИ.
На автомобиль устанавливалась разработанная НАМИ автономная отопительная установка, служившая как для обогрева салона при работе двигателя, так и для его предпускового подогрева.
Многие технические решения опытного НАМИ-031 были впоследствии использованы при работе над мотоколяской С3Д, серийное производство которой началось в 1970 году, а отчасти — и над «Запорожцем» более высокого класса.